# Intégrale Dutronc, les années Columbia
Albums de Jacques Dutronc
Jacques Dutronc au Casino
(1992) Complètement Dutronc
(1993)
Intégrale Dutronc, les années Columbia est une compilation de Jacques Dutronc sortie en 1992. Elle reprend l'intégralité des enregistrements sortis entre 1980 et 1987 de Dutronc sur le label CBS.

## Liste des chansons
| 1.  | L'hymne à l'amour (moi l'nœud)     | 03:28 |
| 2.  | Ballade comestible                 | 03:04 |
| 3.  | Le Temps de l'amour                | 02:42 |
| 4.  | L'Éthylique                        | 02:47 |
| 5.  | J'ai déjà donné                    | 03:11 |
| 6.  | La Vie dans ton rétroviseur        | 03:01 |
| 7.  | Manque de tout                     | 03:53 |
| 8.  | Mes idées sales                    | 03:14 |
| 9.  | L'Avant-guerre c'est maintenant    | 02:23 |
| 10. | C'est pas du bronze                | 02:40 |
| 11. | Tous les goûts sont dans ma nature | 03:23 |
| 12. | Savez-vous planquer vos sous       | 02:42 |
| 13. | L'Écorchée vive                    | 03:29 |
| 14. | L'Autruche                         | 03:43 |

| 1.  | Le Cœur lourd dans mon poids lourd | 03:32 |
| 2.  | Vidéo gratias                      | 03:19 |
| 3.  | Remue-ménages                      | 04:29 |
| 4.  | Berceuse                           | 03:12 |
| 5.  | Transit aigu                       | 03:09 |
| 6.  | Merde in France (cacapoum)         | 02:50 |
| 7.  | Camisole                           | 03:33 |
| 8.  | Les Gars de la narine              | 03:32 |
| 9.  | Europe n'roll                      | 04:08 |
| 10. | À nous deux (c.q.f.d.)             | 04:31 |
| 11. | Corsica                            | 05:20 |
| 12. | Qui se soucie de nous              | 03:15 |
| 13. | Beau blaireau                      | 03:50 |
| 14. | Strip-tease                        | 02:28 |
| 15. | Opium (avec Bambou)                | 03:38 |
| 16. | Sainte-Suzanne (instrumental)      | 02:56 |